# Oichili ya Mboini
Oichili ya Mboini est une commune de l'union des Comores située sur l'île de la Grande Comore, dans la préfecture de Oichili-Dimani.